# 小行星5132
小行星5132（英語：5132 Maynard）是一颗围绕太阳公转的小行星。1990年6月22日，亨利·E·霍爾特在帕洛马山发现了此天体。
这颗小行星的绝对星等为143.01357等。